# Olav Larssen
Pour les articles homonymes, voir Larssen.
Olav Larssen (10 juillet 1894 - 5 juillet 1981) est un homme politique norvégien. Il fut rédacteur en chef du journal Arbeiderbladet et membre des partis travailliste et communiste.

## Vie personnelle
Olav Larssen naît à Furnes, un village au sud de la Norvège. Il est le fils de Kristian Larssen, boulanger, et de Lovise Wahlum (1873-1923). Il déménage à la ville voisine, Hamar, pour devenir apprenti typographe. En 1910, il est locataire au 55 Østregate dans le quartier Østbyen, à proximité de la gare de Hamar. Il a plus tard raconté avoir eu à s'adapter à la culture de la ville et à perdre une partie de son sociolecte de naissance[citation nécessaire].
En 1917, il épouse Aslaug Rustad (1892-1987), fille d'un tailleur, originaire de Hamar et plus jeune fille de dix frères et sœurs. Après la mort de sa mère quand elle avait quatorze ans, elle a dû renoncer à ses projets d'ouvrir un salon de coiffure pour aider son père à s'occuper de sa famille.

## Carrière

### Hamar et Drammen
Olav Larssen s'implique dans la Ligue de tempérance dès son jeune âge. Son milieu familial le pousse à s'intéresser à la politique, son père étant un membre du conseil municipal de Furnes affilié au Venstre (parti libéral norvégien). Plus tard, en 1915, le syndicat des travailleurs de Furnes Arbeiderforening, sous la présidence de Kristian Larssen, décide rejoindre le Parti travailliste. Olav Larssen s'implique dans la branche jeunesse du Parti travailliste, la Norges Socialdemokratiske Ungdomsforbund (NSU), dès 1911, date à laquelle une branche locale du NSUs'installe à Hamar.
À cette époque, Larssen s'engage en tant qu'apprenti chez l'imprimeur A. Sæthers Bogtrykkeri. Il a presque achevé sa formation lorsqu'il est embauché en tant que rédacteur par le journal du Parti travailliste Demokraten en juin 1913. Son expérience en tant que journaliste est alors limité à la rédaction occasionnelle d'articles dans les pages jeunesse du journal national Klassekampen, en rapport à son engagement politique. Il s'est toutefois également impliqué dans un débat sur le rédacteur en chef du Demokraten, débat qui a d'ailleurs été imprimé par A. Sæther.
Larssen devient en 1913 secrétaire au conseil d'administration de la nouvelle branche du NSU du comté de Hedmark. Il est choisi en 1914 suivante pour être l'un des secrétaires à la convention nationale du NSU qui se tient à Hamar.
Sur sa titularisation au Demokraten, Larsen écrit qu'« ils n'étaient pas exonérés de l'éternel tourment financier ». Il  démissionne du journal en 1916 pour rejoindre le Fremtiden à Drammen en octobre. Il vient alors de se fiancer à Aslaug Rustad. Après quelques semaines, il est embauché comme directeur de l'antenne locale de Kongsberg. Il revient au siège national du Fremtiden à l'automne 1918.

### Rédacteur en chef
Larsson est rédacteur en chef du Demokraten de 1920 à 1927, et du Hamar Arbeiderblad de 1927 à 1935. En 1935, il est embauché en tant que journaliste par Arbeiderbladet. En 1940, lorsque la Norvège est envahie et occupée par le Troisième Reich, Larssen assure l'intérim du poste de directeur de l'information du Arbeiderbladet avant que celui-ci soit interrompu par les Allemands. Il co-écrit le journal illégal Bulletinen de 1940 à 1942, causant son emprisonnement. Il est détenu au 19 Møllergata de janvier à avril 1942, puis à Grini jusqu'en février 1943, et par la suite dans le Camp de concentration d'Oranienbourg-Sachsenhausen. Il n'en sortira qu'à la fin de la guerre. Au sujet de cette période de sa vie, il écrit la section "Blant landsmenn je Sachsenhausen" ("Chez les compatriotes de Sachsenhausen") dans le mémoire 3 fra Sachsenhausen (avec August Lange, Carl Johan Frederik Jakhelln et W. Winiarski).
Après la libération de la Norvège en 1945, Larssen reprend le poste de directeur de l'information au Arbeiderbladet, qu'il occupe de 1949 à 1963.